# Tapis de bombes
Pour les articles homonymes, voir Tapis (homonymie).
Un tapis de bombes est le bombardement systématique d'une zone géographique de taille variable. Cette stratégie est également désignée « bombardement de saturation ». Elle s'oppose à celle du bombardement de précision (en).

## Principe
Cette technique militaire consiste à quadriller la zone cible de bombes, de manière à raser systématiquement tout ce qui s'y trouve, au moyen de nombreux bombardiers survolant la zone et larguant leurs bombes simultanément.
Le but du tapis de bombes est soit la destruction totale de la zone cible, soit la destruction d'un ou plusieurs objectifs spécifiques qu'il est impossible de viser avec précision. La particularité de cette technique est donc de viser une zone et non un objectif précis qui s'y trouverait ; par extension cette expression est employée pour désigner un bombardement intensif. Bien que cette technique échappe à la distinction habituelle entre bombardement de cibles militaires et bombardement de cibles stratégiques, elle est souvent classée dans la catégorie des bombardements stratégiques.

## Histoire
Par l'usage de quantités très importantes de bombes qu'il implique, le bombardement de saturation n'est apparu que lorsque les puissances militaires ont disposé de grands nombres de bombardiers pouvant transporter de très lourdes charges, c'est-à-dire dans la 2e moitié des années 1930. Le premier tapis de bombes célèbre de l'histoire est le bombardement de Guernica qui eut lieu le 26 avril 1937 ; cette tactique avait cependant déjà été utilisée lors des guerres coloniales des années 1920, en Inde britannique, en Palestine mandataire, en Syrie mandataire lors de la révolte druze, pendant la guerre du Rif, au Somaliland britannique, etc. (cf. bombardement stratégique).
Par la suite, la technique fut employée intensivement pendant la Seconde Guerre mondiale, contre des objectifs aussi bien militaires que stratégiques (les objectifs civils faisant partie de cette dernière catégorie, sans que cette terminologie cautionne l'intérêt stratégique de tels objectifs civils). Le tapis de bombes nécessite l'emploi d'appareils et de bombes en grandes quantités, son rendement est donc particulièrement faible, et cette technique tend à disparaître depuis d'une part, l'apparition de matériels permettant de cibler précisément des objectifs en prenant un minimum de risques, et d'autre part d'explosifs de très forte puissance, qu'ils soient conventionnels ou nucléaires.
Le terme de « bombardement d'oblitération » a parfois également été utilisé, en particulier pour décrire un bombardement intensif en vue de rayer de la carte une ville ou une grande partie d'une ville. Le terme de « bombardement de zone » se réfère lui au bombardement sans distinction d'une zone, et englobe également les tapis de bombes et les « oblitérations ». Il a particulièrement été utilisé pendant la Seconde Guerre mondiale. Le bombardement de saturation des villes, villages ou d'autres zones contenant une concentration élevée de civils est considérée comme un crime de guerre selon les protocoles de 1977 des conventions de Genève.

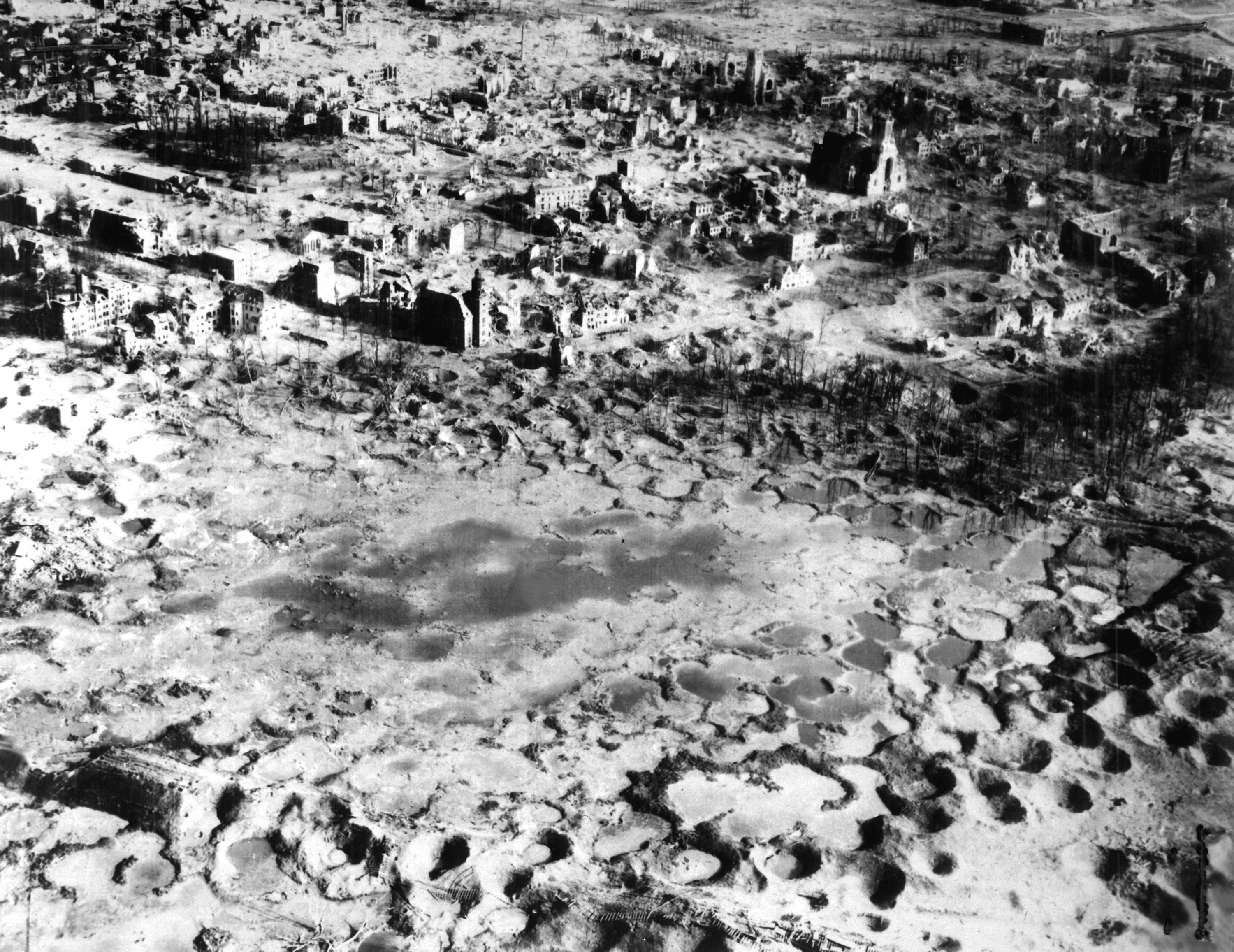
Le centre-ville de Wesel, détruit à 97 % par un tapis de bombes américaines, avant d'être libérée par les Alliés.
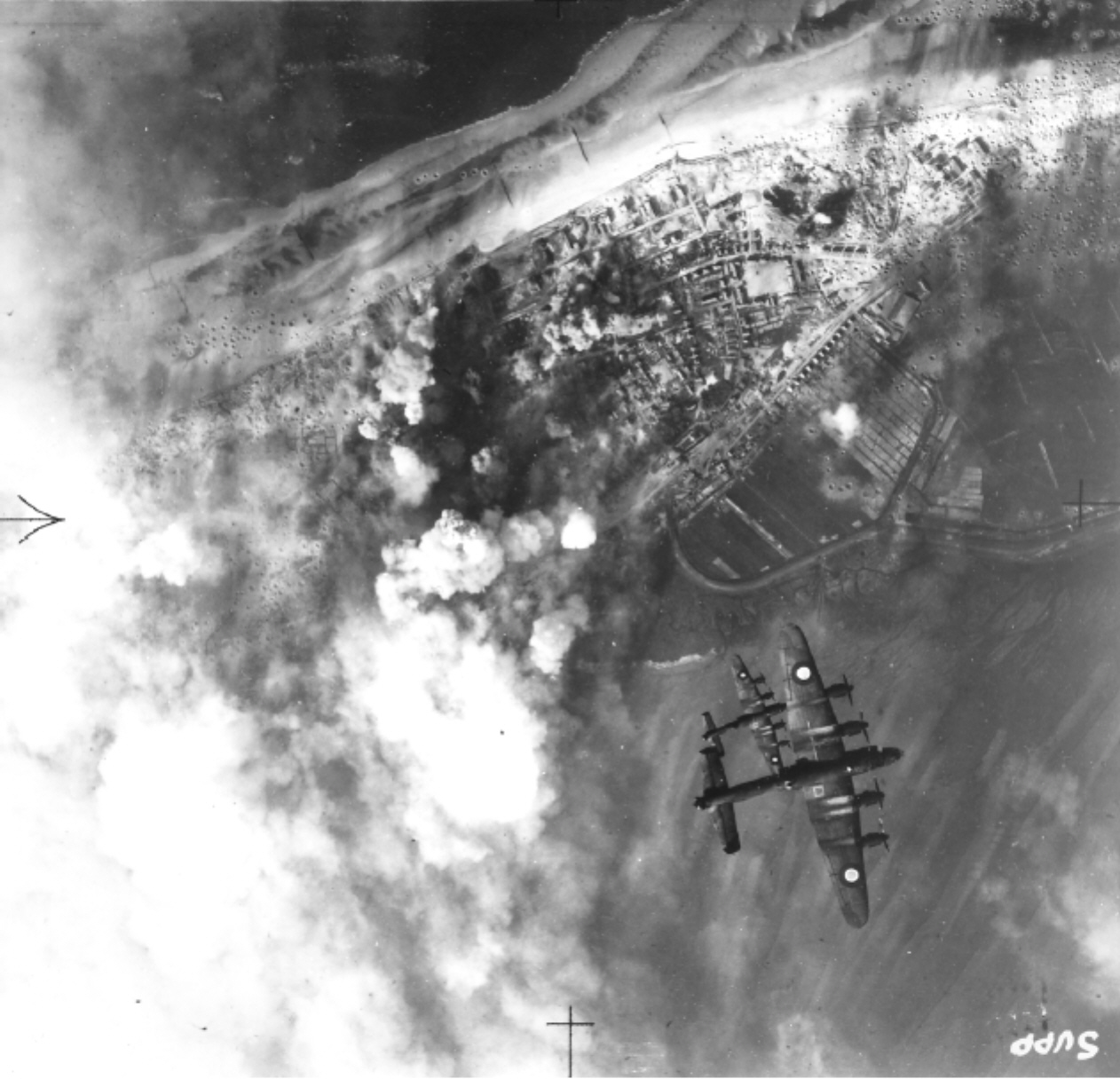
Bombardiers canadiens lâchant un tapis de bombes sur Wangerooge, le 25 avril 1945.
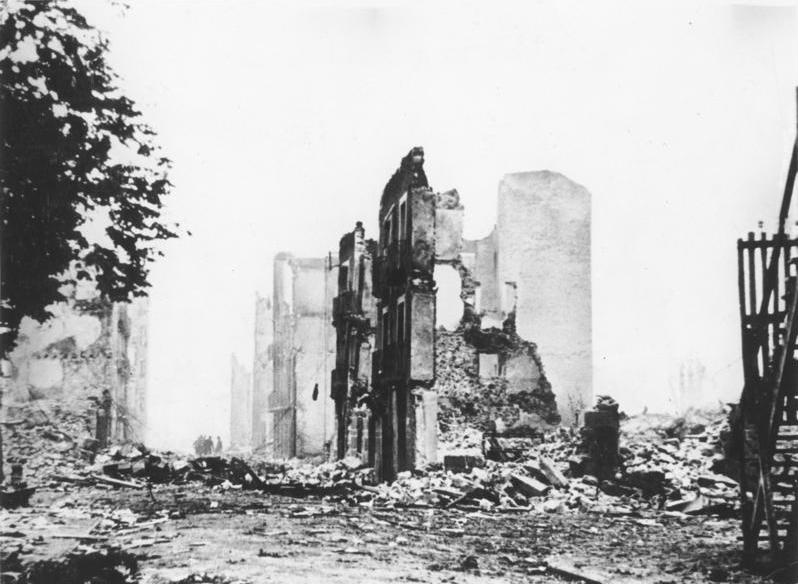
Bombardement de Guernica par les nazis et les fascistes le 26 avril 1937.
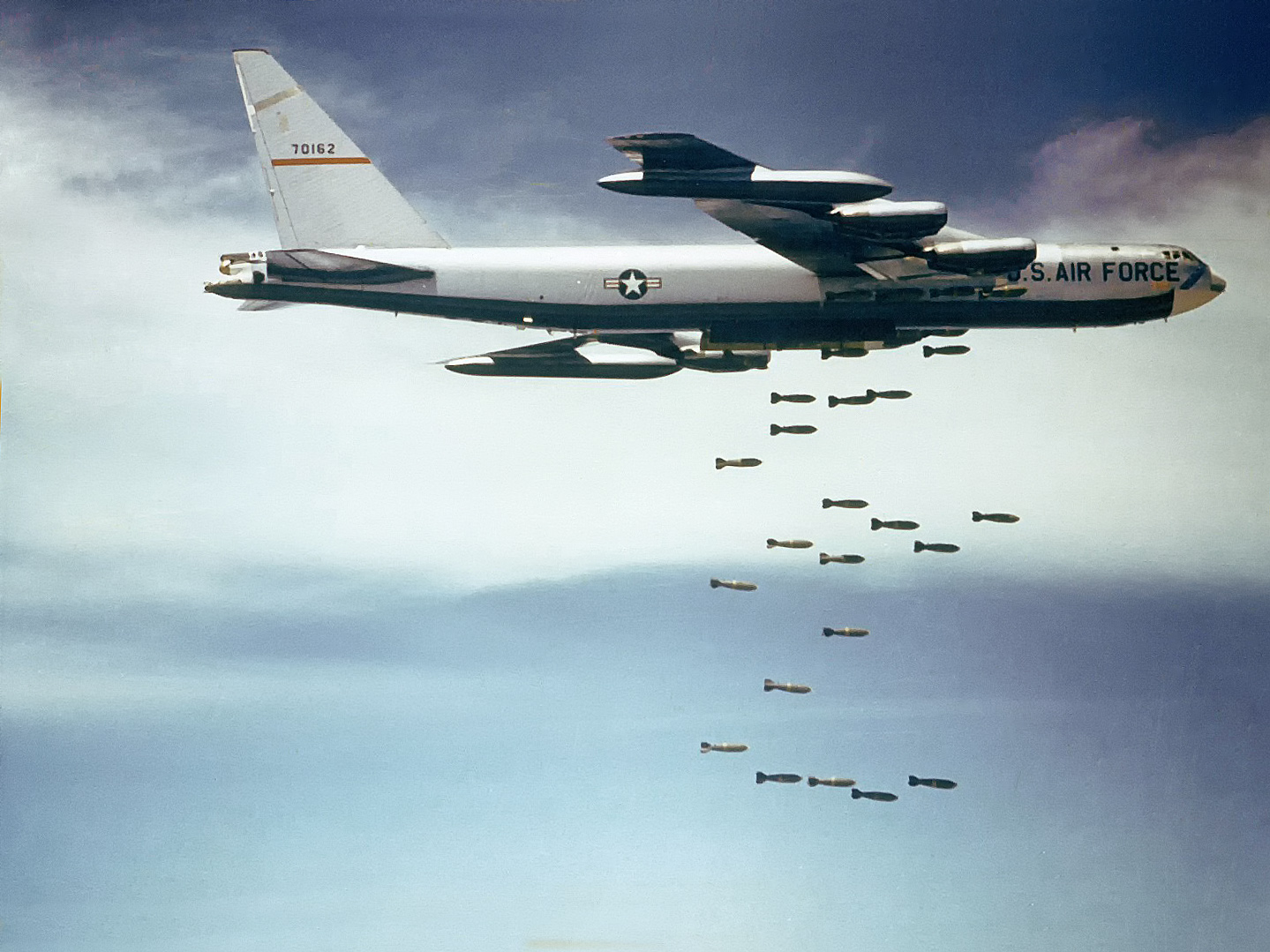
Un B-52 américain larguant des bombes M117 sur le Viêt Nam, au milieu des années 1960.
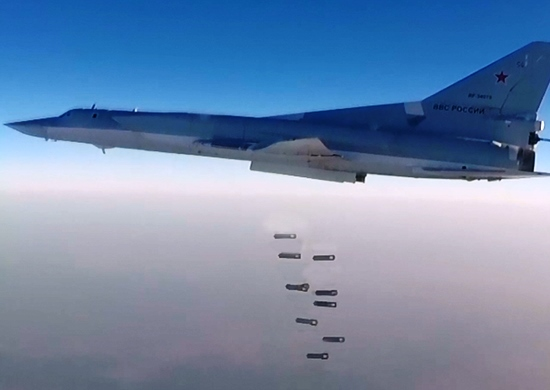
Largage de bombes de 250 kg par un Tu-22M russe en 2016 au-dessus de la Syrie.